# أسطورة مولا جت
أسطورة مولا جت هو فيلم درامي باكستاني عام 2022 بلغة البنجابية من إخراج وكتابة بلال لاشاري . الفيلم عبارة عن اقتباس من فيلم مولا جت الكلاسيكي عام 1979 ، لكنه لا يعتبر إعادة إنتاج أو تكملة من قبل المنتجين. إنتاج عمارة حكمت وأسعد جميل خان تحت شعار الموسوعة والأفلام لاشاري. وهو مقتبس من شخصيات وقصص لنصر أديب . الفيلم من بطولة فؤاد خان في دور الشخصية المميزة مع حمزة علي عباسي وحميماء مالك ومهرة خان . في الفيلم ، يواجه بطل شعبي محلي يُدعى مولا جات خصمه اللدود وزعيم عشيرة وحشية ، نوري نات.
تم الإعلان عن تطوير طبعة جديدة للعبة مولا جت في ديسمبر 2013 من قبل المخرج بلال لاشاري الذي أكمل معالجة سيناريو الفيلم بعد عام. انضم أسد جميل خان وعمارة حكمت إلى مجلس الإدارة كمنتجين في نوفمبر 2016 ، مع توقيع حمزة علي عباسي وفواد خان كممثلين رئيسيين. بدأ التصوير الرئيسي في يناير 2017 وانتهى في يونيو 2019. كان من المقرر في البداية عرض الفيلم في دور السينما خلال تواريخ متعددة في 2019-2020 ، لكنه استمر في التأخير بسبب المشكلات المتعلقة بحقوق النشر ووباء COVID-19 . وصف الفيلم بأنه أغلى فيلم باكستاني حتى الآن. النوتة الموسيقية للفيلم من تأليف سرمد غفور .
عُرض فيلم أسطورة مولا جت لأول مرة في Cue Cinemas في لاهور في 12 أكتوبر 2022 وتم إصداره في دور سينما من Mandviwalla Entertainment في باكستان في 13 أكتوبر 2022. أشاد النقاد بالفيلم على نطاق واسع لاتجاهه وتمثيله ونقاطه الموسيقية وتسلسلاته الحركية وتأثيراته المرئية. لقد حقق أكثر من 10 ملايين دولار في جميع أنحاء العالم ، متجاوزًا المسار المسرحي الكامل لـ Jawani Phir Nahi Ani 2 وكسر العديد من الأرقام القياسية في شباك التذاكر ، بما في ذلك أن يصبح الفيلم الباكستاني الأعلى ربحًا على الإطلاق  بالإضافة إلى البنجابية الأعلى ربحًا فيلم في كل العصور .

## قطعة
يبدأ الفيلم مع Jeeva Natt مع عشيرته ، حيث شنوا هجومًا على Haveli من Sardar Jatt. على الرغم من كونهم أكبر عددًا ، فقد تم التغلب عليهم وقتل سردار جات وزوجته. مولا ، ابن سردار جات والناجي الوحيد من الهجوم ، تربى على يد امرأة تدعى داني. في أحد الأيام ، Mooda ، الابن الفعلي لـ Daani ، يأخذ Maula إلى مدربه ، الذي يعلم المصارعة. يتأثر مدرب موودا بمولا ويوافق على تعليمه.
يكبر مولا ليصبح مصارعًا ويصبح مشهورًا ، لكنه في الليل يكافح مع الأحلام العنيفة لماضيه.
ماكا نات ، ابن جيفا نات ، يرهب قرية مولا بخطف فتاة من قريته واغتصابها عدة مرات في هافيلي. قرر جيفا نات ، بسبب تقدمه في السن ، أنه سيعلن أن شخصًا آخر هو زعيم عشيرته ، لكن دارو نات ، ابنة جيفا نات ، تعلن أن نوري نات ، الابن الأكبر لجيفا نات الموجود في السجن بسبب من هوس القتل ، سيصبح حاكم العشيرة.
قبل الشجار ، وصل رجل عجوز إلى مولا وأخبره أن لديه إجابة على كل سؤال يطرحه مولا. كما أخبر مولا بمقابلته في أنقاض هافيلي سردار جات. في تلك الليلة ، خسر مولا القتال لأول مرة في حياته ، لكن موودا أنقذه. في اليوم التالي ، وصل مولا إلى أنقاض هافيلي سردار جات ، حيث يكشف له الرجل العجوز ، الذي كان ينتظره أن يصل ، أنه ابن سردار جات. ثم سلمه الرجل العجوز " Gandasa " لوالده. عاد مولا إلى قريته ، ليجد رجالًا من عشيرة نات يرهبون القرية مرة أخرى. مولا ، في حالة من الغضب ، تقتل كل الرجال. عندما يأتي ماكا إلى قرية مولا للتحقيق في مقتل رجاله ، يتعرض للإذلال والهزيمة على يد مولا.
عندما عاد ماكا إلى منزله ليخطط للانتقام ، غضبت أخته دارو من سماع ما وافق على الإساءة إليه لفظيًا ، ولكن قبل أن تتمكن من قتله ، انتحر وانتحر. تحاول عشيرة نات الآن الانتقام من الإذلال الذي تسبب به لهم مولا جات بينما يحاول مولا جات ضمان تطبيق قراره وتحقيق العدالة.
عندما يخرج نوري نات من السجن ، يخبر السجان أنه قد نفد من المنافسة ويريد الآن خصمًا جديرًا به.
بناءً على طلب الجميع ، يوافق مولا على الاعتذار لعشيرة النت. بمجرد مغادرته القرية ، وصل نوري إلى القرية بحثًا عن موولا. عندما أخبر مودحة نوري أنه هو الذي أذل أخاه ، قام نوري بضربه حتى الموت. يعود مولا ليجد مودا ميتة. ثم يقسم على قتل نوري. يصل Maula إلى Natt's heveli لكن تم أسره وقتل Noori جيفا نات. تعلن نوري أن دارو زعيمة العشيرة ، لكنها تعرضت للخيانة والقتل على يد عشيرتها. كما يهرب مولا. عندما علم نوري بوفاة أخته ، أحرق قرية موالا وأسر الجميع. يصل مولا إلى القرية ويقاتل نوري. في النهاية يقتل نوري ويعلن مولا بطل القرية.

## يقذف
- فؤاد خان بدور مولا جت
  - ريحان فريد حراج بدور الشاب مولا
- حمزة علي عباسي بدور نوري نات
- ماهرة خان بدور موخو جتني
- هيميما مالك بدور دارو نتني
- جوهر رشيد مثل ماخة نت
- فارس شافي مثل مودى
- شفقت شيما بدور جيفا نات
- Saima Baloch بدور Rajjo
- نايير إعجاز بدور جاجو نات
- علي عزمت بدور جوجي
- بابار علي مثل سردار جت (والد مولا)
- ريشام بدور مليكة جت (والدة مولا)
- ضياء خان مثل علي (الموالي سردار جت) [22]
- كامران لاشاري في دور الراوي
- رحيلة آغا بدور ضاني (والدة موودا وأم مولا جات بالتبني) [23]

## إنتاج

### تطوير
في 14 ديسمبر 2013 ، في مقابلة مع The Express Tribune ، أعلن بلال لاشاري أنه سيخرج مولا جت وقال: "هذا سيكون رأيي في أفلام gandasa التي تم إلقاء اللوم عليها في وفاة Lollywood . أعتقد أن نوع غانداسا كان فرصة ضائعة للسينما الباكستانية ،  وما هو أفضل خيار للاستفادة منها بعد ذلك من خلال تكريم عبادة مولا جات الكلاسيكية. "  لتشكيل نفسه في هذا الدور ، بدأ حمزة علي عباسي التدريب للعمل على تناسق العضلات ، والتناسب ، والقدرة على التحمل وصحة القلب والأوعية الدموية.
في 4 أبريل 2014 ، أعلن لاشاري أنه انتهى لتوه من سيناريو الفيلم ويبحث عن فريق عمل رئيسي. وقال: "كان الوعر موضع تقدير لعناصره الأسلوبية ، لكن تم انتقاده بسبب نصه ، ولهذا أريد أن أقضي المزيد من الوقت على نص مولا جت" . في 27 مايو 2014 ، تم اختيار فريق التمثيل وبدأ تصوير الفيلم الذي كشف أن الفيلم سيكون بثلاث لغات. الإنجليزية والأردية والبنجابية . 

### الصب والتصوير
تم الكشف عن طاقم الفيلم بشكل فردي من قبل حمزة علي عباسي . بناءً على نصيحة بلال لاشاري ، في 16 نوفمبر 2016 ، تمت إزالة عدنان جعفر وشمعون عباسي من هؤلاء الممثلين بعد أن تولى أسد جميل خان وعمارة حكمت المشروع. في مارس 2015 ، أعلن لاشاري أنه على وشك بدء تصوير الفيلم في البداية من لاهور . وكشف أن قصة الفيلم ستكون جديدة تمامًا على عكس الجزء الأول ، لكن الحوارات ستؤخذ من فيلم 1979. في 8 يناير 2016 ، تم الكشف عن أن فواد خان سيلعب دور مولا جت مقابل نوري ناث الذي يؤديه حمزة علي عباسي. تم تصوير الفيلم بكاميرا Red Epic W. 

## إطلاق سراح
صدر مقطع دعائي للفيلم في 21 ديسمبر 2018 لرد فعل إيجابي  مع تاريخ طرحه في عيد الفطر 2019. ومع ذلك ، بسبب دعوى حقوق النشر التي رفعها منتج فيلم 1979 ، تم تأجيل الإصدار. تم التوصل إلى تسوية بين الطرفين في فبراير 2020 ،  وبعد ذلك كان من المقرر عرض الفيلم في باكستان والصين في وقت واحد في عيد الفطر 2020 ،  ولكن تم تأجيله إلى أجل غير مسمى بسبب وباء COVID-19 .
في يوليو 2022 ، أشيع أن الفيلم سيصدر في 30 سبتمبر 2022. بعد عدة تأخيرات ، تم الإعلان رسميًا عن عرض الفيلم في 13 أكتوبر 2022.

## استقبال

### صندوق المكتب
اعتبارًا من 13 ديسمبر 2022 ، حققت أسطورة مولا جت في ميزانية 45 كرونة (2.0 مليون دولار) -55 كرونة (2.4 مليون دولار) 91.31 كرونة سويدية (4.06 مليون دولار) في باكستان ، و 146.69 كرونة سويدية (6.52 مليون دولار) في أقاليم أخرى ، مقابل إجمالي 238.9 كرونة سويدية في جميع أنحاء العالم (10.6 مليون دولار) ،  حطم العديد من الأرقام القياسية في شباك التذاكر بما في ذلك أن يصبح الفيلم الباكستاني الأعلى ربحًا على الإطلاق (متجاوزًا Jawani Phir Nahi Ani 2 (2018) المسرحي بأكمله ، بالإضافة إلى الفيلم الأكثر ربحًا على الإطلاق في باكستان والفيلم الباكستاني الوحيد الذي تجاوز 100 كرور و 150 كرور و 200 كرور.
حقق الفيلم افتتاحًا عالميًا لـ Rs. 51.00 كرور روبية (2.3 مليون دولار أمريكي) ، أكبر افتتاح لفيلم باكستاني على الإطلاق وتقريبًا ضعف الرقم القياسي السابق لـ Jawani Phir Nahi Ani 2 البالغ 25.02 كرور روبية. إنه أيضًا أسرع فيلم باكستاني على الإطلاق يتفوق على 20cr و 30cr و 40cr و 50 cr ، في ثلاثة إلى أربعة أيام فقط من عطلة نهاية الأسبوع. في 20 أكتوبر ، تجاوزت أرباح الفيلم في شباك التذاكر العالمي العرض المسرحي الكامل لـ JPNA 2 وأصبح أسرع فيلم باكستاني على الإطلاق يصل إلى أكثر من 70 كرور روبية في جميع أنحاء العالم ، وجمع المبلغ في أسبوع واحد فقط. أصبح أيضًا الفيلم الوحيد الذي تجاوز عتبة 100 كرور و 150 كرور و 200 كرور في جميع أنحاء العالم ، في غضون شهر.

#### باكستان
ربح أسطورة مولا جت 11.30 كرور روبية في عطلة نهاية الأسبوع الافتتاحية ، متجاوزًا سلطان و JPNA 2 ليصبح ثاني أكبر عطلة نهاية أسبوع افتتاحية على الإطلاق في باكستان فقط بعد المنتقمون: نهاية اللعبة (14.50 كرور روبية) ، وأكبر عطلة نهاية أسبوع افتتاحية لعام 2022 في باكستان ( التفوق على لندن ناهي جاونجا ودكتور سترينج 2 ). افتتح الفيلم يوم الجمعة وحقق 4.5 كرور روبية (بما في ذلك 1.75 كرور روبية من معاينات ليلة الخميس) وهو أعلى يوم افتتاح على الإطلاق في باكستان. ثم جمعت 3.45 كرور روبية يوم السبت و 3.35 كرور روبية يوم الأحد ، وهي أعلى أرباح يومي السبت والأحد على الإطلاق.
حقق الفيلم بعد ذلك 2.1 كرور روبية يوم الإثنين (ثاني أعلى إثنين في غير أيام العطلة)  ثم أعلى إجمالي يوم الثلاثاء يبلغ 2.2 كرور روبية. في عطلة نهاية الأسبوع الثانية ، حقق الفيلم 9.11 كرور روبية باكستانية (أكبر عطلة نهاية أسبوع ثانية على الإطلاق في باكستان متغلبًا على Avengers: Endgame) لمدة 10 أيام بإجمالي 29.41 كرور روبية. كان أسرع فيلم تجاوز 30 كرور مليون في باكستان في 11 يومًا فقط ، متغلبًا على Endgame و JPNA2 . بحلول نهاية الأسبوع الحادي عشر ، وصل الفيلم إلى 97.91 كرور روبية.

#### مناطق أخرى
على الصعيد الدولي ، حقق الفيلم رقماً قياسياً قدره 355 ألف دولار من المملكة المتحدة ، وهو أعلى افتتاح في عطلة نهاية الأسبوع لأي فيلم باكستاني أو بنجابي يبدأ في المرتبة التاسعة من مخططات شباك التذاكر. أكبر افتتاح خارجي للفيلم في الإمارات العربية المتحدة حيث وصل إلى المرتبة الأولى بأكثر من 515 ألف دولار. في الولايات المتحدة وكندا ، حقق الفيلم 290 ألف دولار و 235 ألف دولار على التوالي ، وفي أستراليا بلغ 160 ألف دولار. في كل من كندا وأستراليا ، افتتح الفيلم في المركز السادس على مخططات شباك التذاكر. وشملت الأسواق المطلقة الأخرى النرويج وألمانيا وهولندا وإسبانيا وجنوب شرق آسيا حيث بلغ إجمالي أرباحها 250 ألف دولار في عطلة نهاية الأسبوع الافتتاحية. بشكل عام ، ظهر الفيلم لأول مرة بمبلغ 1.7 مليون دولار (40 كرور روبية) في عطلة نهاية الأسبوع الافتتاحية الخارجية ، وهو أعلى معدل لفيلم باكستاني. بحلول نهاية الأسبوع الخامس ، حقق الفيلم 1.3 مليون جنيه إسترليني في شباك التذاكر في المملكة المتحدة.

### استجابة حرجة
أطلقت كاث كلارك من صحيفة الجارديان على الفيلم اسم " لعبة العروش تلتقي بالمصارع " وأعطته 3 من أصل 5 نجوم ، وكتبت "ينتهي الفيلم ، بشكل غير مفاجئ ، بقتال كبير بين مولا ونوري - معركة يتوقف فيها مولا مؤقتًا للتلاعب به. شارب جيد. كما قلت ، المدرسة القديمة ؛ ما زلت أستمتع بكل دقيقة. "  كتب رافاي محمود وزيشان أحمد في صحيفة The Express Tribune ، حيث صنفوا الفيلم بـ 4 من أصل 5 نجوم قائلين "في حين أن الفيلم لا يستعير شيئًا سوى الشخصيات والأجزاء من الحبكة الأصلية ، فإن الموضوعات التي يؤيدها بشجاعة في هذا اليوم تتطلب ذلك دراسة أوسع للشعور المشترك بالذكورة وإعادة التفكير في احتمالات شباك التذاكر في سينما جنوب الهند في باكستان ، في مناخ سياسي أفضل بالطبع ". قالت إيلين بخاري من Geo News : "هناك الكثير من حالات الصعود والهبوط والتأخير والنكسات القانونية في وقت لاحق ، ترقى TLoMJ إلى مستوى التوقعات ، إن لم يكن تجاوزها. إنها مبادرة لم يسبق لها مثيل في باكستان. إنه حقًا عمل حب ".
لم يحظ أداء ماهرة خان بقبول جيد. قال سيد زين رضا ، الذي يكتب لصحيفة فرايدي تايمز ، "لا يمكن لأحد أن ينكر قوة نجمة ماهرة ، لكن سيكون من الأفضل أن نقول إن هذا لم يكن فيلمها. لم يكن Mukkho مخصصًا لها. يكون التناقض أكثر وضوحًا عندما يقارنها المرء بحميمة التي كانت خالية من العيوب في هذا الفيلم "  كتبت مارشا طيب ، رئيسة التحرير الفرعية لـ Dawn Images ، "أحد الأشياء التي أوقفتني هي Mukkho لماهيرا خان. كانت الشخصية الداعمة لـ Maula لطيفة إلى حد ما ، وفوق كل ذلك ، لم تقطع Mahira's Punjabi ذلك من أجلي. كنت أود أن أرى مهويش حياة على أنه اهتمام حب مولا بدلاً من ذلك ، حيث أعطتنا السيدة مارفيل لمحة عن كيمياء حياة وفواد الصاخبة. "بينما كتبت سهام بصير ، مديرة التحرير في Dawn Images ،" كان الجانب السلبي الوحيد بالنسبة لي هو ماهرة خان مخو. احتاجت لهجتها البنجابية إلى الكثير من العمل ، وبينما أفهم الحاجة إلى قوة النجوم وكسب غير البنجابيين للفيلم ، استغرق الأمر سنوات حتى يكتمل الفيلم. كان بإمكانها استخدام تلك السنوات للعمل على لهجتها وإيصالها لأن أدائها فشل.

## دعوى قضائية
في عام 2017 ، رفع محمد سروار بهاتي ، منتج فيلم مولا جت لعام 1979 ، دعوى أمام محكمة منظمة الملكية الفكرية الباكستانية طالبًا بإصدار أمر زجري ضد معرض أسطورة مولا جت. في عام 2019 ، قدم أيضًا عدة طلبات للحصول على أمر بوقف في محكمة لاهور العليا لمنع منتج ومخرج الفيلم الجديد من استخدام مواد قد تنتهك ملكيته الفكرية .
وردا على هذه المزاعم ، قالت المنتجة عمارة حكمت إن "المزاعم الكيدية التي أدلى بها سروار بهاتي كاذبة وعبثية" وألمحت إلى رفع القضية إلى المحكمة منذ أن سلم ناصر أديب ، كاتب فيلم عام 1979 ، رسميا حقوقه. شخصيات - بما في ذلك مولا جت ونوري نات (من بين آخرين) - للمخرج بلال لاشري وحكمت.
في 9 فبراير 2020 ، بعد معركة قانونية طويلة ،  تم التوصل إلى تسوية بين الطرفين. تم الاعتراف بهاتي باعتباره المالك الحصري لحقوق الطبع والنشر والعلامة التجارية لفيلم 1979. ومع ذلك ، فقد أعطى الإذن لصانعي الفيلم الجديد لاستخدام المحتوى من عمله الأصلي والموافقة على سحب جميع التماسات المحكمة الأخرى بشأن إطلاقه. اقتصرت هذه الاتفاقية على إنتاج وإصدار وترويج وتوزيع أسطورة مولا جت ولم تنطبق على أي أفلام مستقبلية قد تنتهك حقوق الفيلم القديم ، والتي احتفظت بها Bahoo Films. وبالمثل ، سيتعين على شركة Bahoo Films تسجيل بيان أمام محكمة الملكية الفكرية في لاهور ، معلناً أن الأمر قد تم حله وأنه سُمح لـ Encylomedia PR لـ Ammara Hikmat باستخدام محتوى مولا جتللفيلم القادم.

## روابط خارجية
- أسطورة مولا جت  في قاعدة بيانات الأفلام على الإنترنت (بالإنجليزية)